# 清华园浴池
清华园浴池是原来位于中国北京市东城区王府井大街的一家浴池。现已无存。

## 简介
清华园浴池建于1917年。自建成起，一直在今王府井大街与东安门大街交口的西北角。在2000年完成的王府井大街二期改造中，清华园浴池迁离了位于王府井大街与东安门大街交口西北角的原址，但原址的建筑保留下来。原址门上的老牌匾题有“清华园”三个字，为陈云诰所书。2007年，随着该建筑所在地区的拆迁，该建筑也被拆除。2007年1月17日，该建筑上题有“清华园”三个字的老牌匾被摘下，交有关部门保存。清华园浴池的原址上，建起了淘汇新天。